# Kalkofen (Schöller-Dornap)
Kalkofen war eine Ortslage im Westen der bergischen Großstadt Wuppertal, Stadtteil Elberfeld. Mit der Ausbreitung der Grube Osterholz ist der Ort wüst gefallen.

## Lage und Beschreibung
Die Ortslage lag auf einer Höhe von 175 m ü. NN südlich von Holthausen im heutigen Wohnquartiers Schöller-Dornap im Stadtbezirk Vohwinkel. Benachbarte Ortslagen waren Buntenbeck, Habbach, Holthausen, In der Furth, Wald, Schleheck und Schöller.

## Geschichte
Auf der Topographia Ducatus Montani des Erich Philipp Ploennies aus dem Jahre 1715 ist der Hof als Kalkofen eingezeichnet. Kalkofen ist als Kalkofen auf der topographischen Aufnahme der Rheinlande von 1824 verzeichnet.
1832 gehörte Kalkofen zur Honschaft Schöller des ländlichen Außenbezirks der Gemeinde Schöller in der Bürgermeisterei Haan im Kreis Elberfeld. Der laut der Statistik und Topographie des Regierungsbezirks Düsseldorf als Haus kategorisierte Ort und besaß zu dieser Zeit ein Wohnhaus und ein landwirtschaftliches Gebäude. Zu dieser Zeit lebten neun Einwohner im Ort, zwei davon evangelischen Glaubens und sieben davon katholischen Glaubens.
Auf den Messtischblättern der TK25 von 1892, 1907 und 1927 ist der Ort als Kalkofen zu finden. In den 1930er Jahren erwarben die Kalkwerke H. Oetelshofen GmbH das Gelände, und die Grube Osterholz breitete sich in der Nähe des Orts aus. Als Kalkofen wurde der Ort zuletzt auf einer Karte von 1938 am Rand der Grube notiert.